# ブロードウェイ橋 (マンハッタン)
ブロードウェイ橋 (ブロードウェイきょう、英語: Broadway Bridge) は、ニューヨーク市、マンハッタン島のインウッドと運河によって島とは隔てられ、マンハッタン区の一部であるマーブル・ヒルの間のハーレム川運河を横断する。この橋は、国道9号線に指定されたブロードウェイが走っていることから名付けられた。橋には、道路の上には地下鉄のブロードウェイ/7番街線 (1系統) も通っている。この路線には、橋のすぐ北側にマーブル・ヒル-225丁目駅が存在する。
ハーレム川に新しいルートが完成する前、マーブル・ヒルとブロンクスの境の川を横断していたこの地域の橋は、キングス橋と名付けられた。ボストン郵便道路とオールバニー郵便道路は、この橋を通っていた。1895年1月1日に開通した後の橋は、運河に架けられた。
1962年1月1日に開通した現在のブロードウェイ橋は、船の航行が可能な93mの幅で、開橋時の高さは41mである。閉橋時では、橋の高さは7.3mとなる。
新しい2倍のものと取り替えられたブロードウェイ橋の初期のイタレーションは、ユニバーシティ・ハイツ橋の建造に再使用された。1906年6月、古い橋は、川の下流へと浮かばせ、新しく建設された中央埠頭に置かれた。すべての進入路や他の構造が完成した後、1908年1月8日にユニバーシティ・ハイツ橋は開通した。
2008年、橋を運営・維持するニューヨーク市交通局は、両方向の1日平均交通量が33,266台と報告した。ピークは、1990年の42,555台だった。

## 公共交通機関
ブロードウェイ橋には、上部の1系統に加え、MTAニューヨークシティ・トランジットの運営するBx7とBx20番の路線バス、MTAバスの運営するBxM1番の急行バスが通っている。平日の平均乗客数は、Bx7番が14,672人、Bx20番が939人である。また、BxM1急行バスの平日平均乗客数は、1,604人。